# Château de Candia Canavese
Le château de Candia Canavese (en italien : Castello di Candia Canavese), également connu sous le nom de Castelfiorito, est un château situé dans la commune de Candia Canavese près d'Ivrée au Piémont, en Italie.

## Histoire
Le château est gravement endommagé pendant la guerre du Canavais au XIVe siècle. Par la suite, il est démantelé par Fabrotino da Parma. Des parties de cette ancienne structure sont encore visibles dans les maisons environnantes. L’édifice actuel résulte d’une reconstruction du XIXe siècle.